# ENEOS和歌山製油所

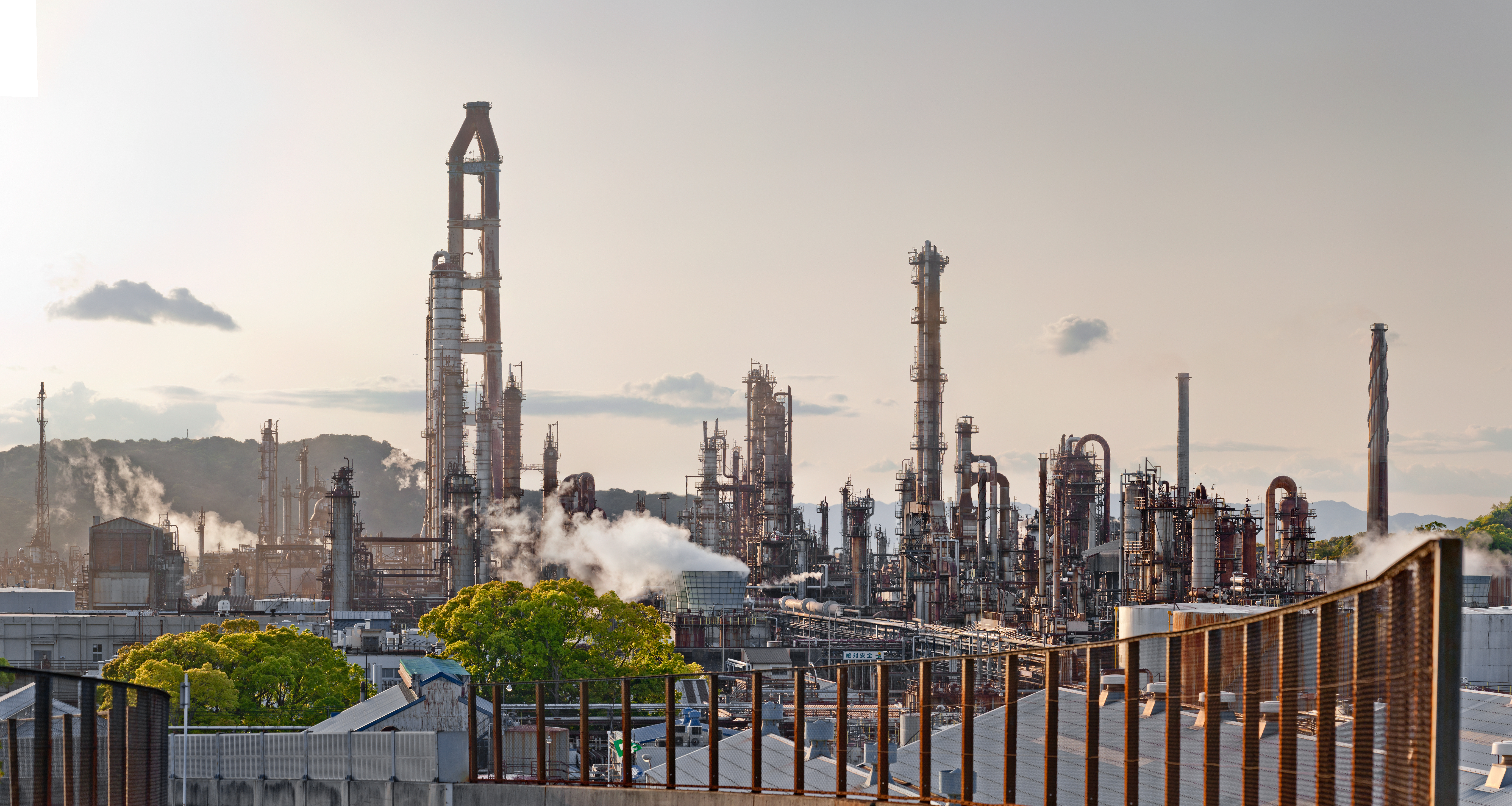
ENEOS和歌山製油所

ENEOS和歌山製油所（エネオスわかやませいゆじょ）は、和歌山県有田市にあったENEOSの製油所。
2023年10月をもって石油精製機能を停止し、同年11月にSAFなどを生産するENEOS和歌山製造所（エネオスわかやませいぞうしょ）となった。
東燃ゼネラル石油時代は和歌山工場という事業所だった。
和歌山下津港の有田港区に位置する。燃料油、潤滑油、石油化学製品を生産している。

## 概要

### データ
- 所在地 - 和歌山県有田市初島町浜1000番地
- 敷地面積 - 247万2,000m2[1]
- 従業員数 - 429人（2007年3月31日現在）[1]
- 原油処理能力 - 170,000バレル/日

### 主な生産品
- 液化石油ガス
- ナフサ
- ガソリン
- 灯油
- ジェット燃料
- 軽油
- A重油

- C重油
- 潤滑油
- ベンゼン
- トルエン
- キシレン
- パラキシレン

### 主要設備
括弧内は1日あたりの処理能力（2007年4月1日現在）
- 常圧蒸留装置（170,000バレル）
- 減圧蒸留装置（74,000バレル）
- 接触分解装置（39,000バレル）
- アルキレーション装置（3,600バレル）
- 接触改質装置（23,000バレル）
- 水素化脱硫装置
  - 分解ガソリン脱硫装置（14,000バレル）
  - 灯軽油脱硫装置（82,000バレル）
  - 間接脱硫装置（32,000バレル）

## 沿革
- 1941年 - 東亜燃料工業和歌山工場として操業開始。
- 1945年7月19日・28日 - 太平洋戦争中の空襲により壊滅。
- 1950年 - 操業再開。
- 1989年7月5日 - 東亜燃料工業が東燃に社名変更。
- 2000年7月1日 - 東燃とゼネラル石油が合併し、東燃ゼネラル石油が発足。同社の和歌山工場となる。
- 2017年（平成29年）4月1日 - 東燃ゼネラル石油がJXエネルギーに吸収合併され、JXTGエネルギーの和歌山製油所となる。
- 2020年6月25日 - JXTGエネルギーがENEOSに社名変更。
- 2023年
  - 10月 - 和歌山製油所を閉鎖[3]。
  - 11月 - 和歌山製造所と名称変更。